# Antonio Vojak
Antonio Vojak (italianisiert auch Antonio Vogliani; * 19. November 1904 in Pula, Österreich-Ungarn, heute Kroatien; † 9. Mai 1975 in Varese, Italien) war ein italienischer Fußballspieler und -trainer.

## Karriere
Antonio Vojak stammte aus Pula im heutigen Kroatien, das zur Zeit seiner Geburt zu Österreich-Ungarn gehörte, und nach dem Ersten Weltkrieg an das Königreich Italien fiel. Im faschistischen Italien wurde sein Name in Vogliani italianisiert.
Er begann seine Karriere 1921 in seiner Heimatstadt bei Grion Pula. 1924 wechselte der Stürmer in die höchste Spielstufe zu Lazio Rom, wo er in neun Spielen sieben Tore erzielte, aber mit den Römern 1924/25 im Gruppe 1 des Semifinales der Südliga an der US Anconitana scheiterte.
Vojak hatte damit eine Talentprobe abgelegt, die dazu führte, dass er 1925 von Juventus Turin verpflichtet wurde. Die Turiner waren nach der Übernahme des Präsidentenamtes durch Edoardo Agnelli zweimal am erklärten Ziel des Gewinns der Meisterschaft schon in der Gruppenphase gescheitert, daher beschloss man die Mannschaft nochmals zu verstärken, unter anderem um das Sturmduo Ferenc Hirzer und Antonio Vojak. Die beiden erwiesen sich als die gesuchte Verstärkung und Juventus errang 1925/26 überlegen den Gruppensieg und qualifizierte sich damit für das Finale der Nordliga gegen den FC Bologna. Im Auswärtsspiel holte Juventus dank zweier Hirzer-Tore ein 2:2-Unentschieden, das Heimspiel endete 0:0. Damit wurde ein Entscheidungsspiel in Mailand notwendig, das die Turiner dank eines Tores von Vojak mit 2:1 gewannen. Die Finalspiele wurden gegen Alba Roma deutlich mit einem Gesamtergebnis von 12:1 gewonnen.
Vojak blieb noch drei weitere Spielzeiten bei Juventus und schoss insgesamt 46 Tore in der Meisterschaft, zu einem weiteren Titelgewinn kam es jedoch nicht mehr. 1929 wurde erstmals eine einheitliche gesamtitalienische Serie A ausgetragen und Vojak verließ die Turiner, wo mittlerweile auch sein jüngerer Bruder Oliviero spielte und wechselte zur AC Neapel. In insgesamt sechs Saisons bei den Süditalienern wurde er zu einer Vereinslegende. Mit Attila Sallustro bildete er ein schlagkräftiges Sturmduo und mit 102 erzielten Toren hielt er bis zu seiner Ablösung durch Dries Mertens im Jahr 2021 den Vereinsrekord in der Serie A. Mit zwei dritten Plätzen wurden auch die bis zu diesem Zeitpunkt besten Endplatzierungen in der Meisterschaft erreicht.
Nachdem Vojak schon fünfmal in der B-Nationalmannschaft gespielt und dabei drei Tore erzielt hatte, feierte er im Februar 1932 unter Vittorio Pozzo sein Debüt in der A-Nationalmannschaft bei einem 3:0 gegen die Schweiz im Rahmen des Europapokals der Fußball-Nationalmannschaften. Dies blieb jedoch sein einziger Einsatz in der Squadra Azzurra.
1935 verließ Vojak Neapel und spielte zunächst eine Saison beim CFC Genua und danach beim Serie-A-Aufsteiger Lucchese. Seine aktive Karriere beendete er nach zwei Saisons beim drittklassigen Dopolavoro Empoli.
Während der Saison 1939/40 löste Vojak Adolfo Baloncieri als Trainer des AC Neapel ab und betreute den Klub bis 1943. Den Abstieg in die Serie B in der Saison 1941/42 konnte er jedoch nicht verhindern.

## Erfolge
- 1× Italienischer Meister: 1925/26
- 1 Spiel für die italienische Fußballnationalmannschaft